# Râul Arsura, Șopârleni
Râul Arsura este un curs de apă, afluent al râului Șopârleni. 